# Oligosarcus jenynsii
Espèce
Oligosarcus jenynsii est une espèce de poissons d'eau douce de la famille des Characidae (ordre des Characiformes).

## Répartition
Oligosarcus jenynsii se rencontre en Amérique du Sud dans le bassin du rio Paraná en Uruguay et en Argentine et dans le rio Grande do Sul au Brésil.

## Description
Les mâles peuvent atteindre 31 cm de longueur totale et un poids de 330 g.

## Alimentation
C'est un poisson carnivore qui se nourrit de crustacés (crevettes), d'insectes et de poissons.

## Systématique
Le nom valide complet (avec auteur) de ce taxon est Oligosarcus jenynsii (Günther, 1864).
L'espèce a été initialement classée dans le genre Xiphorhamphus sous le protonyme Xiphorhamphus jenynsii Günther, 1864,.
Oligosarcus jenynsii a pour synonymes :
- Acestrorhamphus purpureus Messner, 1962
- Oligosarcus jenynsi (Günther, 1864)
- Xiphorhamphus brachycephalus Cope, 1894
- Xiphorhamphus jenynsii Günther, 1864

## Étymologie
Son épithète spécifique, jenynsii, lui a été donnée en l'honneur de l'homme d'Église et naturaliste britannique Leonard Jenyns (1800–1893) qui avait enregistré cette espèce en 1842 sous le taxon Hydrocyon (=Oligosarcus) hepsetus.

## Publication originale
- (en) Albert Günther, Catalogue of the fishes in the British Museum : Catalogue of the Physostomi, containing the families Siluridae, Characinidae, Haplochitonidae, Sternoptychidae, Scopelidae, Stomiatidae in the collection of the British Museum, vol. 5, Londres, Taylor & Francis, 1864, 455 p. (lire en ligne), p. 356.